# Paolo Bonolis
Pour les articles homonymes, voir Bonolis.
Paolo Bonolis né à Rome le 14 juin 1961 est un animateur à la télévision italienne et un acteur.

## Biographie
Paolo Bonolis fait ses débuts à la Rai dans les années 1980. Il est d'origine romaine.
En 2006, il tient le premier rôle de la comédie Commediasexi d'Alessandro D'Alatri.

## Filmographie partielle
- 2006 : Commediasexi d'Alessandro D'Alatri